# プラエトリアニ

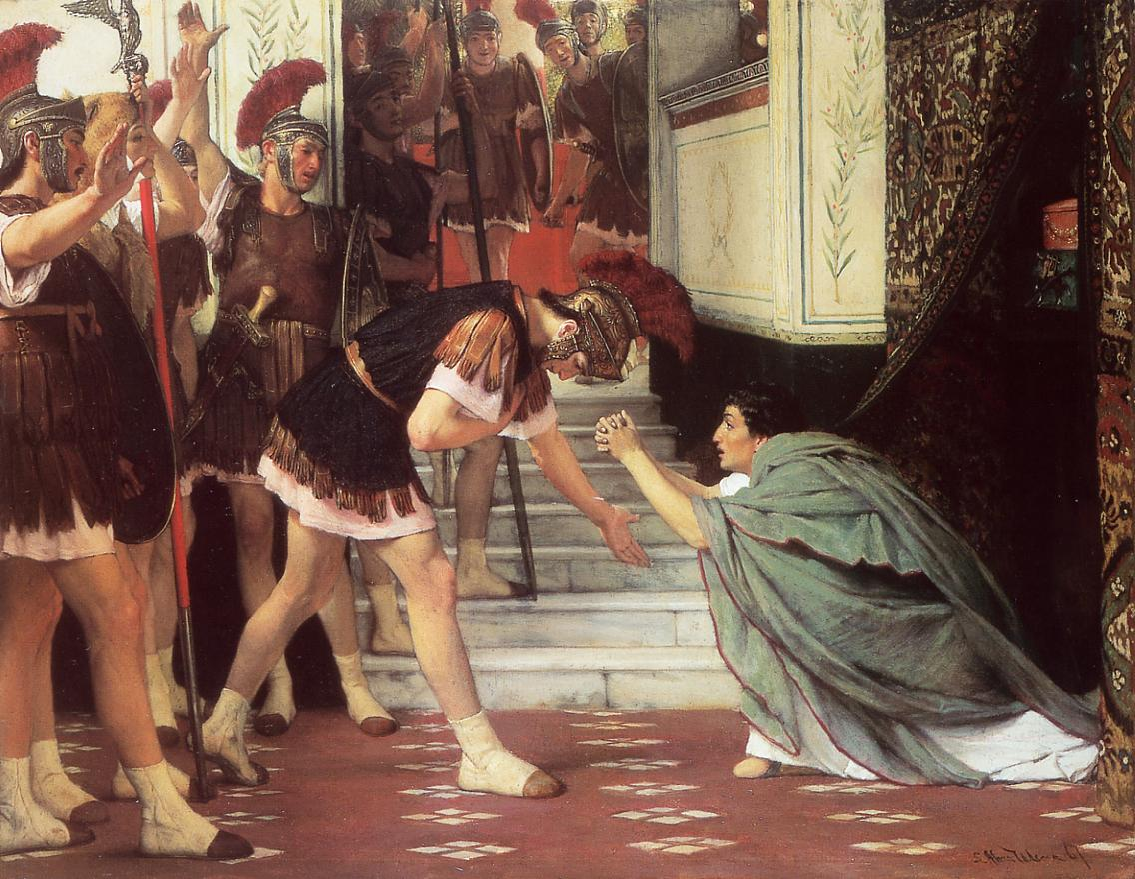
『即位を宣するクラウディウス帝』（1867年） ローレンス・アルマ＝タデマ画
左に大勢いるのがプラエトリアニ。

プラエトリアニ（古典ラテン語：praetoriani、プラエトーリアーニー）は、ローマ帝国において皇帝を守るために組織された直属の精鋭部隊である。日本語では「近衛隊」、「近衛軍団」、「護衛隊」、「親衛隊」などと訳される。アウグストゥスによる帝政開始とともに組織され、コンスタンティヌス1世によって解体された。プラエトリアニは帝政ローマにおいて、本国イタリアに駐屯することが許された唯一の軍事組織であり、その任務は皇帝の身辺警護から不穏分子の摘発まで多岐に渡った。

## 「プラエトリアニ」の先駆け
praetoriani は、プラエトル（法務官）の天幕を表す「プラエトリウム」（praetorium）に由来する。ローマ軍団の司令官は各階級の兵士から自分たちの護衛兵を選抜するのが慣習となっており、少なくとも紀元前275年頃にはスキピオ家の者がそのようにしていたのが記録に見られる。
護衛兵は歩兵および騎兵から構成されていた。そのうちに大隊（コホルス）単位と編成が大きくなり、いつしか「プラエトルの部隊」（cohors praetoria）と呼ばれるようになった。共和政末期になると指揮官は、単なる警護部隊ではなく軍団単位としての精鋭部隊を持っているのが通常となる。特にガイウス・ユリウス・カエサルは第10軍団エクェストリスに自らが直率する精鋭部隊としての名誉を与え、ガリア戦争やローマ内戦を通じ、強靱な部隊として有効活用した。

## 歴史

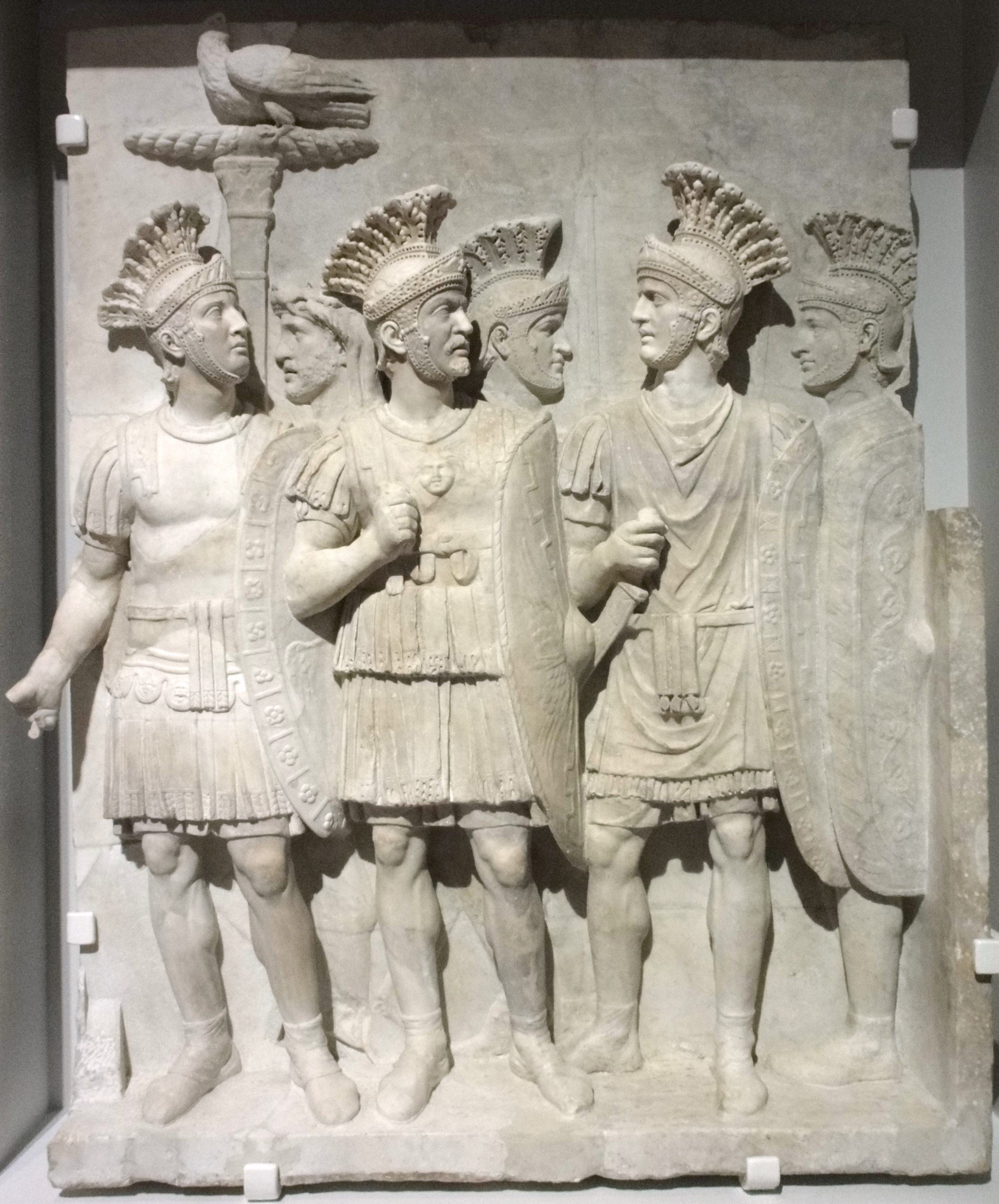
ローマのレリーフ、プラエトリアニ、西暦50年頃

### 創設
アウグストゥスは帝政を創始すると、このような精鋭部隊は戦時だけでなく平時においても有効と考え、プラエトリアニを募るようになった。またアウグストゥスは、自分の身を守るためには何らかの組織が必要とは考えていたが、同時に共和政という体裁を保ったまま新たな元首政を作り上げるため、慎重に増強を重ねた。まず1部隊500人を9つ編成し、徐々に部隊の人員数を1000人にまで増員していった。そして9つの部隊のうち3つをローマ市に、そのうちの1つを皇宮に配備させた。そして紀元後2年に騎士階級からプラエトリアニの最高責任者となるプラエフェクトゥス・プラエトリオを2人置くことを決定した。

### ティベリウスによる強化
アウグストゥスが逝去した後、その養子で第二代皇帝に就任したティベリウスは、パンノニア駐留軍の暴動に対して親衛隊長ルキウス・アエリウス・セイヤヌスと麾下の2個親衛大隊を息子小ドルスス指揮下で派遣して鎮圧に当たらせ、ゲルマニアではアルミニウスとの戦闘を指揮していた甥のゲルマニクス指揮下に2個親衛大隊を組み込んで戦闘に従事させている。また、ティベリウスはセイヤヌスの進言に基づきローマ市内に点在していた親衛隊を集結させてその拠点たるカストラ・プラエトリア(英語版)を建設し、これにより親衛隊の地位は大きく向上した。
親衛隊の力を背景にセイヤヌスは強大な権勢を振るったが、やがてその権勢を危惧したティベリウスは排除を決意し、この際セイヤヌスに代わり密かに親衛隊長へと任命したナエウィウス・ストリウス・マクロに処断を命じ、マクロは親衛隊将兵を掌握する一方で消防隊のウィギレス(英語版)と連携して周到な準備の下セイヤヌスの捕縛、処刑に成功した。カッシウス・ディオは以後、セプティミウス・セウェルスの代になるまでセイヤヌスに匹敵する権力を持つ親衛隊長が現れる事はなかったと評している。

### クラウディウス擁立
41年1月24日、第3代皇帝カリグラが自身に恨みを抱く親衛隊将校カッシウス・カエレア(英語版)らに妻子と共に暗殺され、暗殺に同調する元老院議員達が共和政復活を目指す活動を開始したが、多くの親衛隊員が皇帝からの報酬や元老院議員達の無能力と強欲を理由に帝政の存続を望み、カリグラの叔父クラウディウスを次期皇帝に推戴して第4代皇帝就任の原動力となった。クラウディウスは親衛隊員達に賄賂を払い支持を固めると同時に暗殺犯のカエレアらを不忠の廉で処刑した。
クラウディウス即位後はブリタニアへの遠征に同行し、ローマに帰還後、親衛隊長のルフリウス・ポリオはクラウディウスが元老院に出席した祭に騎士身分でありながら元老院議員達との同席を許されるという栄誉を授かった。また、トリノにはブリタニアでの戦功を顕彰されたされた同地出身の親衛隊員の碑文が残されている。
国内においては不穏分子摘発の任に当たり、親衛隊長のルフリウス・クリスピヌス(英語版)はその功により法務官顕彰と150万セステルティウスの報償を元老院から授かっている。また、クラウディウスの妻メッサリナとその愛人ガイウス・シリウス(英語版)が謀反の廉で粛清された祭にも親衛隊が投入されているが、この時は忠誠を疑われた親衛隊長ルキウス・ルシウス・ゲタ(英語版)に代わりにクラウディウスの信頼が厚かった解放奴隷のティベリウス・クラウディウス・ナルキッススが一時的に親衛隊の指揮権を得て事態を収拾している。

### フラウィウス朝
68年6月28日、第5代皇帝ネロが死を迎えユリウス・クラウディウ朝が崩壊し、ローマ内乱が勃発すると親衛隊は当初ガルバに従っていたが、その政敵であるオトに買収されてガルバを殺害する。内乱の最終的な勝利者となったウェスパシアヌスは帝位に就くにあたって息子のティトゥスを親衛隊長に据えて統制し、秘密警察として活用する事で権力確立の一助とした。
皇帝となったティトゥスの死後、帝位についた弟のドミティアヌスは父ウェスパシアヌス以上に親衛隊を重用し、ダキア戦争では親衛隊長のコルネリウス・フスクス率いる親衛隊派遣し、フスクスを騎士階級でありながら遠征軍の総司令官に任じる異例の抜擢を行った。フスクスはダキア領内へ進撃した際にタパエ峠で敗死し、親衛隊を含む麾下の部隊も壊滅してローマ軍の象徴である軍旗も奪われ大きな打撃を被った。その後、ドミティアヌスが侍従パルテニウスらに暗殺された際には親衛隊長のティトゥス・ペトロニウス(英語版)も関与したが、新たに親衛隊長となったカスペリウスに扇動された親衛隊将兵によってパルテニウスと共に処刑されている。

### 五賢帝時代
暗殺犯の処罰に成功したカスペリウスは新たに皇帝となったネルウァに親衛隊の顕彰を要求するなど圧力を強めていったが、上ゲルマニア総督トラヤヌスがネルウァの後継者に指名され、麾下の精鋭部隊である失脚している。また、トラヤヌスの時代に親衛隊とは別の直轄部隊である親衛騎兵隊(英語版)が創設されている。
トラヤヌス即位後、親衛隊はダキアへの遠征に従軍し、親衛隊長がダキア王デゲバルスへの使節として派遣されている。その後のパルティアへの遠征にも従事し、117年にトラヤヌスが崩御した祭には同郷出身の親衛隊長プブリウス・アシリウス・アッティアヌス(英語版)が自身が後見役を務めていたハドリアヌスへの帝位継承で大きな役割を果たしたともされる。
マルクス・アウレリウス・アントニヌスの時代にはマルコマンニ戦争での戦闘に従事したが、168年に親衛隊長が戦死し、後任の親衛隊長も別の戦闘で戦死している

### セウェルス朝〜軍人皇帝時代
フラウィウス朝、五賢帝の時代を経て再び内乱の時代になると、プラエトリアニは再び独自の勢力として頭をもたげ、皇帝そのものを支配するようになる。そしてペルティナクスを殺した後には、皇帝の位を公開競売にかけてディディウス・ユリアヌスを選ぶという前代未聞の行為まで行うようになった。これらの例に見られるように非常に強力な軍事権力であったにもかかわらず、皇族、元老院、官僚などとは違い、プラエトリアニ自身としては帝国を統治する能力はなく、常に誰かを擁立せねばならなかった。
そしてセプティミウス・セウェルスが皇帝の地位に就くと、彼はそれまであったプラエトリアニを解散、自らのパンノニア軍団を新たなプラエトリアニとして編成する。しかしその後、プラエトリアニの統率が取れるだけの政治力を持つ人物に恵まれず、さらに軍人皇帝時代になるとプラエトリアニは皇帝の擁立、排除を意のままにするようになる。無論、人選はその時の情勢によって変動し、短命政権が続いた。

### 終焉
軍人皇帝時代最後の皇帝であるディオクレティアヌスにより権限は大幅に削減されたが、プラエトリアニはそのままの状態で、帝国は4分割されてゆく。そして最後の活躍は、312年にマクセンティウス帝を支持してコンスタンティヌス1世と戦ったミルウィウス橋の戦いである。プラエトリアニは戦闘の大半を担ったが敗北、勝者となったコンスタンティヌスはプラエトリアニを解散、各兵士は数名ごとにローマ軍に分散された。